# Campeonato Moçambicano de Futebol de 2022
O Moçambola 2022 foi a 44ª temporada da principal competição de futebol em Moçambique tendo sido disputado por 12 clubes em duas voltas. Em cada volta, todos as equipas jogaram entre si uma única vez. Não há campeões por volta, sendo declarado campeão moçambicano a equipe que obtivesse o maior número de pontos após as 22 jornadas. No final da competição, o campeão se classifica à Liga dos Campeões da CAF de 2023.
A temporada teve início a 7 de Maio e foi disputada por 12 equipas. A redução do número de equipas de 14 que disputaram o Moçambola 2020 para 12, levou a um conflito entre a Liga Moçambicana de Futebol e os clubes, que defendiam a prova com 14 equipas, e a Federação Moçambicana de Futebol que preferia somente 12 equipas. Esta última solução prevaleceu em Outubro de 2021. Como não se realizaram campeonatos provinciais em 2021 devido à pandemia de Covid-19, foi decidido que uma prova especial seria disputada pelas três últimas classificadas do Moçambola 2021 para qualificar uma delas para 2022. A prova deveria ter sido disputada pelo Grupo Desportivo de Maputo, Grupo Desportivo e Recreativo da Textáfrica do Chimoio e Clube Desportivo Matchedje de Mocuba, mas as duas primeiras equipas desistiram por razões financeiras e a última irá disputar o campeonato.
Mantiveram-se, portanto, as equipas que se classificaram nas 11 melhores posições em 2021, mais o Clube Desportivo Matchedje de Mocuba.
A competição registou uma paragem de um mês, que teminou em meados de Junho, para facilitar a preparação da Selecção Nacional na qualificação para o Campeonato Africano das Nações (CAN-2023).
A União Desportiva do Songo conquistou o título na última jornada, a 4 de Dezembro, ao bater o Ferroviário de Maputo, concluindo, assim, a disputa com a Associação Black Bulls que foi a vice-campeã. Os três últimos classificados foram despromovidos: Grupo Desportivo de Incomáti, Liga Desportiva de Maputo e Clube Desportivo Matchedje de Mocuba.
O Moçambola 2022 foi disputado pelas seguintes equipas:
| Clube                                | Localidade | Estádio                         | Desempenho 2021   | Notas |
| ------------------------------------ | ---------- | ------------------------------- | ----------------- | ----- |
| Associação Black Bulls               | Matola     | Complexo Desportivo de Tchumene | 1.º no Moçambola  |       |
| Clube de Desportos da Costa do Sol   | Maputo     | Estádio do Costa do Sol         | 5.º no Moçambola  |       |
| Clube Desportivo Matchedje de Mocuba | Mocuba     | Campo Migre Pires               | 12.º no Moçambola |       |
| Clube Ferroviário da Beira           | Beira      | Estádio do Ferroviário          | 2.º no Moçambola  |       |
| Clube Ferroviário de Lichinga        | Lichinga   | Estádio Municipal 1º De Maio    | 4.º no Moçambola  |       |
| Clube Ferroviário de Maputo          | Maputo     | Estádio da Machava              | 7.º no Moçambola  |       |
| Clube Ferroviário de Nacala          | Nacala     | Estádio 25 De Junho             | 9.º no Moçambola  |       |
| Clube Ferroviário de Nampula         | Nampula    | Estádio 25 De Junho             | 10.º no Moçambola |       |
| ENH de Vilanculos                    | Vilanculos | Estádio Municipal de Vilanculos | 6.º no Moçambola  |       |
| Grupo Desportivo de Incomáti         | Xinavane   | Campo de Xinavane               | 11.º no Moçambola |       |
| Liga Desportiva de Maputo            | Maputo     | Estádio Liga Muçulmana          | 8.º no Moçambola  |       |
| União Desportiva do Songo            | Songo      | Estádio 27 de Novembro          | 3.º no Moçambola  |       |

## Classificação final
| #  | Equipa                                   | J  | V  | E  | D  | GP | GC | SG  | Pts | Classificação                         |
| -- | ---------------------------------------- | -- | -- | -- | -- | -- | -- | --- | --- | ------------------------------------- |
| 1  | União Desportiva do Songo (Q)            | 22 | 15 | 5  | 2  | 34 | 9  | +25 | 50  | Liga dos Campeões da CAF de 2022-2023 |
| 2  | Associação Black Bulls                   | 22 | 15 | 4  | 3  | 45 | 18 | +27 | 49  |                                       |
| 3  | Clube Ferroviário de Nampula             | 22 | 12 | 4  | 6  | 25 | 19 | +6  | 40  |                                       |
| 4  | Clube Ferroviário de Maputo              | 22 | 9  | 6  | 7  | 23 | 16 | +7  | 33  |                                       |
| 5  | Clube Ferroviário da Beira               | 22 | 6  | 11 | 5  | 25 | 19 | +6  | 29  |                                       |
| 6  | Clube Ferroviário de Lichinga            | 22 | 8  | 4  | 10 | 21 | 23 | −2  | 28  |                                       |
| 7  | Clube de Desportos da Costa do Sol       | 22 | 8  | 4  | 10 | 22 | 77 | −55 | 28  |                                       |
| 8  | ENH de Vilanculos                        | 22 | 7  | 5  | 10 | 21 | 30 | −9  | 26  |                                       |
| 9  | Clube Ferroviário de Nacala              | 22 | 8  | 2  | 12 | 20 | 29 | −9  | 26  |                                       |
| 10 | Grupo Desportivo de Incomáti (R)         | 22 | 4  | 10 | 8  | 12 | 23 | −11 | 22  | Campeonatos provinciais               |
| 11 | Clube Desportivo Matchedje de Mocuba (R) | 22 | 4  | 5  | 13 | 16 | 38 | −22 | 17  | Campeonatos provinciais               |
| 12 | Liga Desportiva de Maputo (R)            | 22 | 3  | 6  | 13 | 13 | 66 | −53 | 15  | Campeonatos provinciais               |

Última atualização em 07 de Janeiro 2022
Fonte: BeSoccer
Regras para classificação: 1) pontos; 2) pontos por confronto direto; 3) golos por confronto direto; 4) diferença de golos; 5) número de vitórias; 6) play-off.
(C) = Campeão; (R) = Rebaixado; (P) = Promovido; (O) = Vencedor do play-off; (A) = Classificado para a próxima fase. 
Somente aplicável se a temporada não tiver terminado: 
(Q) = Classificado para a fase do torneio indicada; (TQ) = Classificado para o torneio, mas não para a fase indicada; (DQ) = Desclassificado do torneio.